# Erioptera (Erioptera) subhalterata
Erioptera (Erioptera) subhalterata is een tweevleugelige uit de familie steltmuggen (Limoniidae). De soort komt voor in het Oriëntaals gebied.